# 東大屋站
東大屋站（日语：／ Higashiooya eki */?）是位於長崎縣南島原市南有馬町吉川，島原鐵道島原鐵道線的已停用車站。

## 歷史
- 1928年（昭和3年）2月25日 - 口之津鐵道車站啟用[1]。
- 1943年（昭和18年）7月1日 - 公司合併，成為島原鐵道車站。
- 1962年（昭和37年）3月1日 - 成為業務委託車站[2]。
- 1971年（昭和46年）9月1日 - 結束貨物業務，成為無人車站。
- 1986年（昭和61年）4月 - 新候車室竣工。
- 2008年（平成20年）4月1日 - 隨著島原外港站至加津佐站之間廢止，此站也永久停用。

## 車站構造

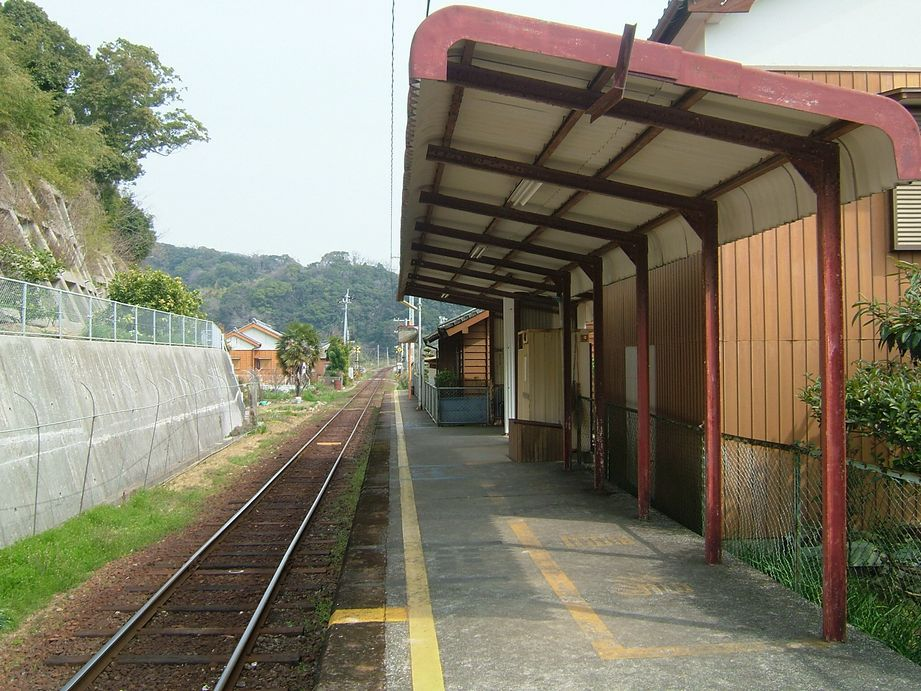
月台（2008年3月13日）

此站是地面車站，設有1面1線的單式月台。此站是無人車站。

## 車站周邊
車站附近較少住宅。車站鄰近寺廟和保育園。
- 口之津大屋郵局
- 國道251號（日语：国道251号）

## 使用狀況
在此站最後的一個營業年度（2007年度），一年總乘車人次為3,897人，下車人次為3,602人。在島原鐵道所有車站中，第二少乘車人次，僅次於瀬野深江站，最少下車人次。
以下為一年總乘車人次和下車人次變化。
| 年度               | 一年總 乘車人次 | 一年總 下車人次 |
| ------------------ | --------------- | --------------- |
| 1997年（平成09年） | 14,391          | 15,512          |
| 1998年（平成10年） | 14,329          | 15,111          |
| 1999年（平成11年） | 11,299          | 12,076          |
| 2000年（平成12年） | 9,024           | 8,862           |
| 2001年（平成13年） | 6,993           | 6,405           |
| 2002年（平成14年） | 6,603           | 5,772           |
| 2003年（平成15年） | 6,028           | 5,035           |
| 2004年（平成16年） | 3,742           | 2,941           |
| 2005年（平成17年） | 2,957           | 2,030           |
| 2006年（平成18年） | 3,840           | 3,155           |
| 2007年（平成19年） | 3,897           | 3,602           |

## 相鄰車站
島原鐵道
島原鐵道線
有馬吉川－東大屋－口之津

## 注腳
1. ↑  「地方鉄道運輸開始」『官報』1928年3月10日（國立國會圖書館數碼化收藏）
2. ↑  《島原鐵道100年史》島原鐵道，2008年，137頁
3. ↑  第56版（平成21年）長崎統計年鑑 （页面存档备份，存于）（日語） - 長崎縣
4. ↑  長崎縣統計年鑑  （页面存档备份，存于）（日語）